# Jemmy Button

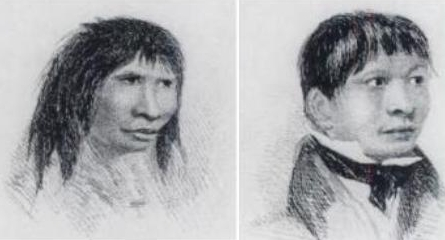
Jemmy Button, zwei Porträts aus dem Reisebericht von FitzRoy (1831)

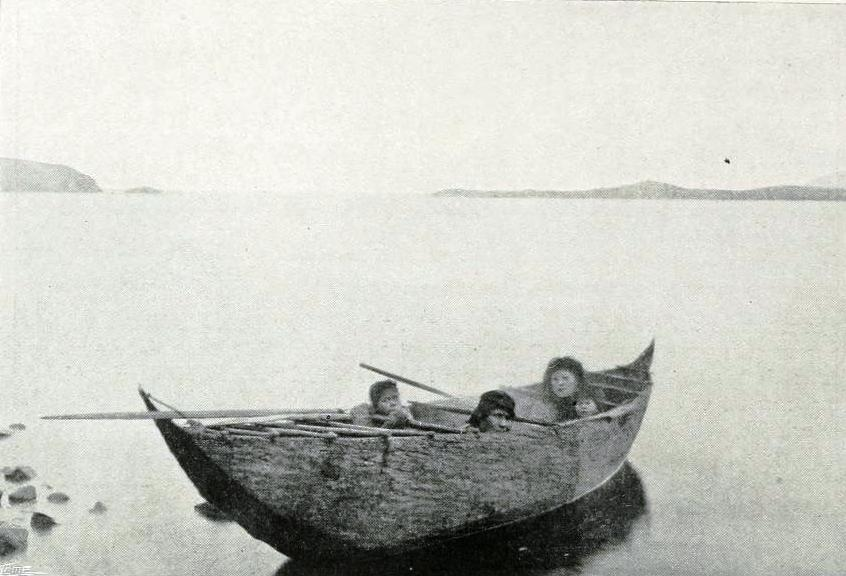
Eine Yagan-Familie in einem Kanu

Jemmy Button (eigtl. o'run-del'lico, auch: Orundellico) (* um 1815; † 1864 in Wulaia, Feuerland) war ein Ureinwohner Feuerlands, der neben York Minster (eigtl. el'leparu), Fuegia Basket (eigtl. yok'cushly) und Boat Memory (eigtl. Name unbekannt) im Zuge der Expedition von Phillip Parker King und Robert FitzRoy (1826–1830) nach England verschleppt wurde.
Mit der zweiten Expedition von Robert FitzRoy (1831–1836), an der auch Charles Darwin teilnahm, kehrten sie (mit Ausnahme von Boat Memory, der kurz nach Ankunft in England 1830 im Marinehospital Plymouth an den Pocken verstorben war) zu den Yámana zurück.
1855 begegnete ihm Parker Snow, Kapitän der Allen Gardiner der Patagonischen Missionsgesellschaft, als er in der Meerenge von Murray vor Anker ging.
Am 6. November 1859 wurden acht Angehörige der Ersten Anglikanischen Kirche von einer Gruppe von Feuerländern während des morgendlichen Gottesdienstes in Wulaia (auf der Insel Navarino) erschlagen oder gesteinigt. Der überlebende Schiffskoch Alfred Coles bezeugte bei der offiziellen Untersuchung unter Eid die Teilnahme Jemmy Buttons an diesem Überfall. Button reiste später auf die Falklandinseln, um dort dazu auszusagen. Er wurde von der Anstiftung bzw. Beteiligung an den Morden freigesprochen, lediglich seine Teilnahme an der anschließenden Plünderung wurde festgestellt.
Buttons Sohn Wammestriggens erfuhr 1864, dass sein Vater während einer Epidemie auf Feuerland gestorben war.
Julia Voss sieht in Jemmy Button – nicht nur aufgrund der Namensähnlichkeit – das Vorbild für Michael Endes Kinderbuchfigur Jim Knopf.